# Michael Bielby
Michael Bielby (ur. 1 lipca 1975) – australijski judoka.
Srebrny medalista mistrzostw Oceanii w 1994 i brązowy w 1998. Trzeci na mistrzostwach Australii w 1995, 1996, 1998 i 1999 roku.